# Silberberg (Nusbaum)
Silberberg ist ein Weiler der Ortsgemeinde Nusbaum im Eifelkreis Bitburg-Prüm in Rheinland-Pfalz.

## Geographische Lage
Silberberg liegt rund 1,3 km südlich des Hauptortes Nusbaum in Tallage. Der Weiler ist von umfangreichen landwirtschaftlichen Nutzflächen sowie einem kleinen Waldgebiet im Westen umgeben. Nördlich der Ansiedlung fließt die Gracht, ein Nebenarm des Silberbaches.

## Geschichte
Der Weiler Silberberg bestand im Jahre 1840 aus insgesamt sechs Gebäuden. Im Jahre 1843 gehörte Silberberg zur Bürgermeisterei Nusbaum und wurde von 37 Menschen bewohnt. Seitdem ist kein nennenswertes Wachstum mehr zu verzeichnen.

## Sehenswürdigkeiten und Naherholung

### Naturdenkmal
Im Weiler Silberberg befindet sich eine als Naturdenkmal ausgewiesene Stieleiche. Ihr Alter wird auf rund 300 Jahre geschätzt. Der Umfang des Baumes beträgt rund 3,5 m bei einer Höhe von 13 m und einem Kronendurchmesser von 15 m.
Siehe auch: Liste der Naturdenkmale in Nusbaum

### Wandern
In der Nähe von Nusbaum verläuft der Wanderweg 51 des Naturpark Südeifel. Es handelt sich um einen rund 14 km langen Rundwanderweg, der die Orte Kruchten, Hommerdingen und Freilingen (Ortsteil von Nusbaum) verbindet. Der Wanderweg verläuft unter anderem auch durch das große Waldgebiet Nusbaumer-Hardt. Dieses ist als Erholungsgebiet bekannt und beinhaltet weitere Wanderrouten mit ähnlich langen Strecken.

## Verkehr
Es existiert eine regelmäßige Busverbindung ab Stockigt bzw. ab Nusbaum.
Silberberg ist durch eine Gemeindestraße erschlossen und liegt unmittelbar an der Landesstraße 2.